# Oleg Čen
Oleg Borisovič Čen (in russo Олег Борисович Чен?; Almaty, 22 novembre 1988) è un ex sollevatore russo vice-campione mondiale e campione europeo che ha gareggiato nella categoria dei pesi leggeri (fino a 69 kg.).

## Carriera
Nato in Kazakistan in epoca sovietica da padre di origine coreana e successivamente trasferitosi con la sua famiglia a Novosibirsk, Oleg Čen cominciò da ragazzo ad allenarsi nel sollevamento pesi.
Dopo essere diventato campione mondiale juniores nel 2008 e poi due volte campione europeo Under23, nel 2011 ottenne il suo primo podio internazionale tra i senior, vincendo la medaglia d'argento ai Campionati mondiali di Parigi con 336 kg. nel totale.
Nel 2013 vinse il titolo europeo ai Campionati europei di Tirana con 331 kg. nel totale, battendo l'albanese Daniel Godelli (325 kg.), e poco dopo vinse un'altra medaglia d'argento ai Campionati mondiali di Breslavia con 340 kg. nel totale, alle spalle del cinese Liao Hui (358 kg.).
L'anno successivo bissò il titolo ai Campionati europei di Tel Aviv, conquistando la medaglia d'oro con 327 kg. nel totale.
Nel 2015 ottenne la sua terza medaglia d'argento ai Campionati mondiali di Houston con 344 kg. nel totale, dietro al cinese Shi Zhiyong (348 kg.).
Due anni dopo ebbe la sua ultima affermazione a livello internazionale, vincendo la medaglia d'argento ai Campionati europei di Spalato con 319 kg. nel totale.